# Зейделевка (Петровский сельсовет)
Зейделевка — деревня в Грязинском районе Липецкой области России. Входит в состав Петровского сельсовета.

## География
Расположена вдоль правого берега реки Байгора в 3 километрах к юго-востоку от города Грязи.

## История
Селение возникло в конце XVIII века. Первоначально упоминается как владение Зейделей.
Зейдели — владельцы двух деревень в этой местности. Они были упомянуты в ревизских сказках 1834 года.
Изначально деревня располагалась на месте западной части современного села Аннино и называлась Александровка. К концу XIX века деревня переместилась на современное место.
По данным начала 1883 года в деревне Александровка (владении Зейделей) Грязинской волости Липецкого уезда Тамбовской губернии проживало 100 собственников из помещичьих крестьян в 19 домохозяйствах (48 мужчин и 52 женщины). К деревне относилось 138 десятин удобной надельной земли; имелось 18 лошадей, 24 головы КРС, 141 овца и 4 свиньи. Был 1 грамотный и 2 учащихся.
В 1911 году деревня Александровка (Зельдеревка) относилась к приходу села Грязи, в ней было 28 дворов великороссов-земледельцев, проживал 201 человек (104 мужчины и 97 женщин).
По переписи 1926 года в деревне Александро-Зейделевка было 54 двора русских и 292 жителя (133 мужчины, 159 женщин).
До войны в деревне Зельдевка также насчитывалось 54 двора.
В послевоенное время часть деревни к юго-западу от железной дороги отделилась и образовала деревню Зейделевка Кузовского сельсовета.

## Население
| 2009 | 2010 | 2013 |
| ---- | ---- | ---- |
| 256  | ↘248 | ↗280 |

В 2002 году население деревни составляло 230 жителей, 96 % — русские.
В 2010 году — 248 жителей (109 мужчин, 139 женщин).

## Инфраструктура и улицы
В деревне три улицы — Заречная, Полевая и Чапаева.